# Jean-Baptiste Descamps
Jean-Baptiste Descamps (28. srpna 1714 Dunkerk – 30. června 1791 Rouen) byl francouzský spisovatel a malíř vesnických scén. Psal o historii umění a o umělcích. Později založil uměleckou akademii a jeho syn se stal kurátorem muzea.

## Život
Jean-Baptiste Descamps se narodil v Dunkerku. Přáním jeho otce bylo, aby se stal jezuitou. On však dal přednost studiu umění a stal se žákem Pierra Dulina, Nicolase Lancreta a Nicolase de Largillièra na "Académie Royale de peinture et de sculpture" (Královské akademii malby a sochařství) v Paříži. V letech 1740–1741, po dokončení studia, doprovázel Charlese-André van Loo na cestě do Anglie. Zde se seznámil s magistrátním úředníkem a učencem, Voltairovým přítelem a spoluzakladatelem Akademie Rouen. Le Cornier de Cideville toužil proslavit své rodné město Rouen, a proto mladého umělce přesvědčil, aby si Rouen vybral jako místo svého budoucího pobytu.
Poté, co se zde v roce 1741 Descamps usadil, pomohl mu Cideville zřídit si vlastní studio a v roce 1749 v Rouenu otevřel školu "Académie des sciences, belles-lettres et arts de Rouen". Škola sledovala základní myšlenky filozofů osvícenství. Měla klíčovou roli ve vývoji malířství v Normandii a Descamps tuto akademii řídil až do své smrti. Descamps napsal pro Francouzskou akademii práci o historii školy, za kterou získal v roce 1767 cenu. Kromě jeho syna Jeana Baptisty Marca Antoina Descampse byli dalšími žáky školy Michel Duplessis, Charles Eschard, François Godefroy, François Gonord, Etienne de Lavallée-Poussin, Charles Louis François Le Carpentier, Noël Le Mire, Jean Jacques Le Veau, Anicet Charles Gabriel Lemonnier a Jean Jacques Lequeu.

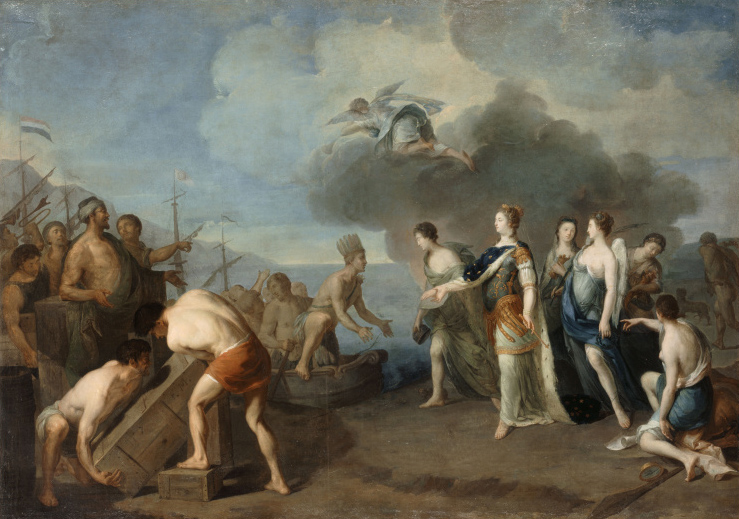
Alegorie objevení Ameriky připisováno Jeaunu-Baptistu Descampsovi

## Dílo
Descamps maloval ve stylu Jeana-Baptisty Greuze. V roce 1764 se stal členem Académie Royale (Královské akademie) v Paříži a vystavoval svá díla na Salonu v roce 1765. Jako učitel začal psát instruktážní díla, především překládal do francouzštiny díla uměleckých historiků Karla van Mandera a Arnolda Houbrakena.

### Život vlámských, německých a nizozemských malířů
Descamps je autorem čtyřsvazkového díla La Vie des Peintres Flamands, Allemands et Hollandois (Život vlámských, německých a nizozemských malířů). Najal si rytce Charlese Eisena, aby dílo opatřil rytinami umělců. Většina portrétních rytin jsou kopie Houbrakenových originálů. Ačkoli RKD uvádí, že Descamps se stal členem akademie v roce 1764, Descamps byl již literárním členem Académie Royale des Science v roce 1750, když publikoval první část ze své série antologie malířských životopisů, a v době, kdy v roce 1760 publikoval třetí díl své antologie, byl členem "Académie Impériale Franciscienne".

Ukázka rytin portrétů z díla Život vlámských, německých a nizozemských malířů
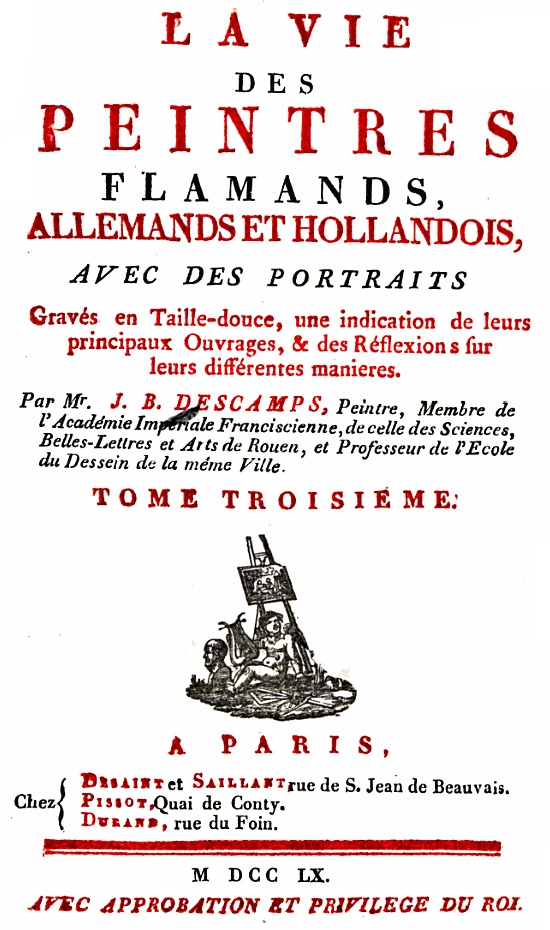
"La Vie", Díl 3., 1760
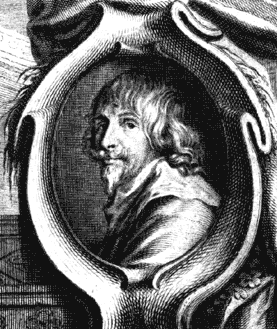
Hendrik van Steenwijk II, "Díl 1.", ilustrace Charles Eisen
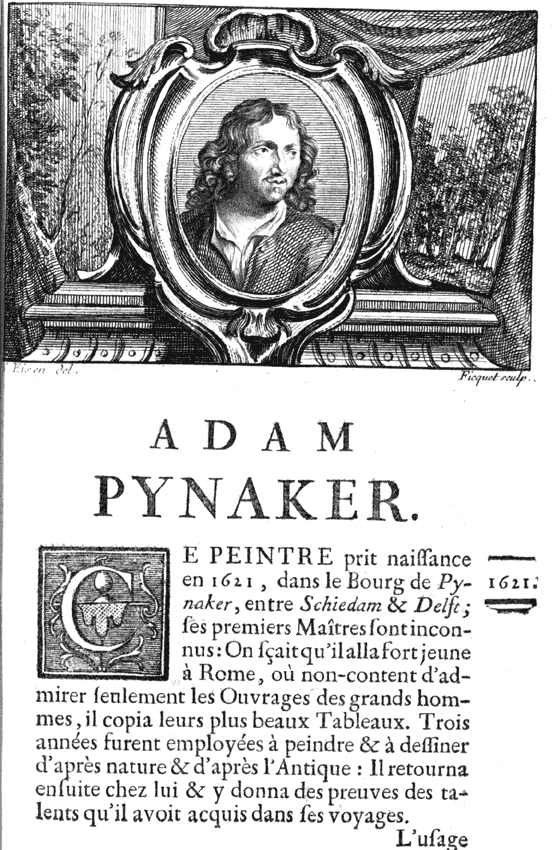
Adam Pynaker, "Díl 2.", ilustrace Charles Eisen
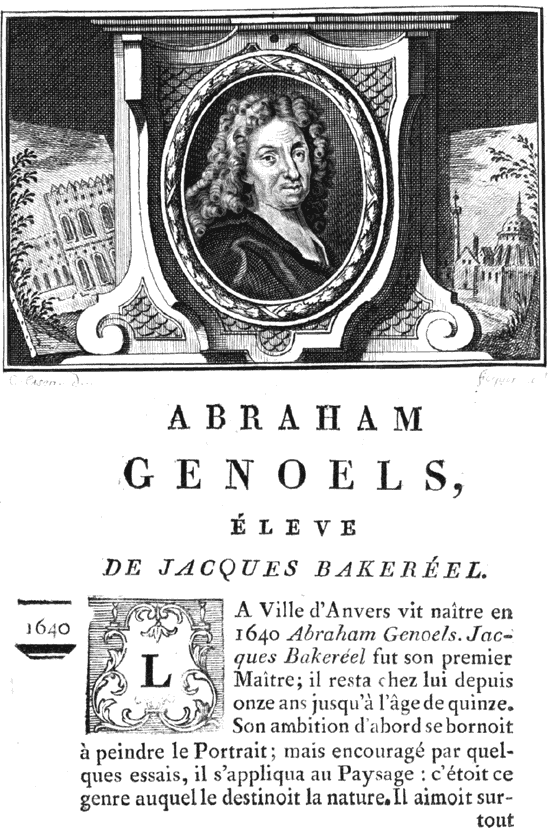
Abraham Genoels, "Díl 3.", ilustrace Charles Eisen
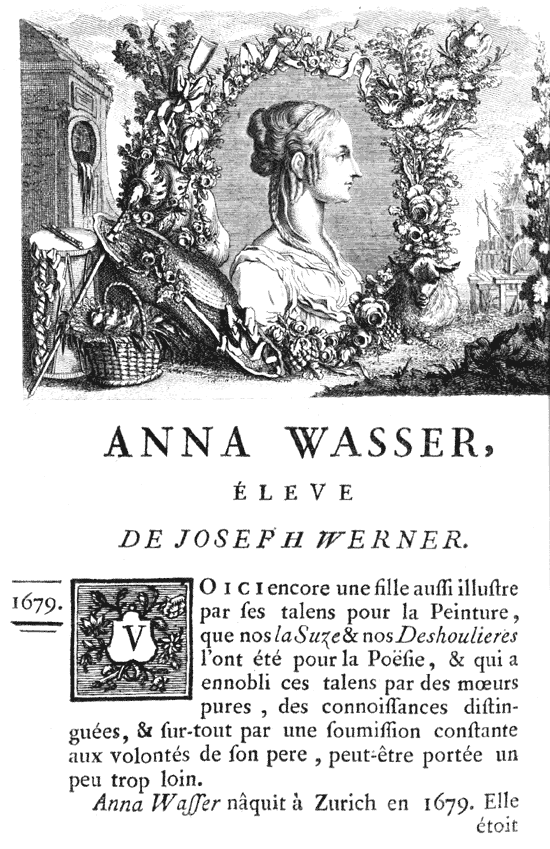
Anna Wasser, žákyně Josepha Wernera, "Díl 4.", ilustrace Charles Eisen

- 1753 La Vie des Peintres Flamands, Allemands et Hollandois, avec des portraits gravés en Taille-douce, une indication de leurs principaux Ouvrages, & des réflexions sur leurs différentes manieres (Život vlámských, německých a nizozemských malířů, s rytými portréty v hlubotisku, označení jejich hlavních děl a úvahy o jejich odlišných metodách). Díl 1.
- 1754 La Vie des Peintres Flamands, Allemands et Hollandois, avec des portraits gravés en Taille-douce, une indication de leurs principaux Ouvrages, & des réflexions sur leurs différentes manieres (Život vlámských, německých a nizozemských malířů, s rytými portréty v hlubotisku, indikací jejich hlavních děl a úvahy o jejich odlišných metodách). Díl 2.[4]
- 1760 La Vie des Peintres Flamands, Allemands et Hollandois, avec des portraits gravés en Taille-douce, une indication de leurs principaux Ouvrages, & des réflexions sur leurs différentes manieres (Život vlámských, německých a nizozemských malířů, s rytými portréty v hlubotisku, indikací jejich hlavních děl a úvahy o jejich odlišných metodách). Díl 3.[5]
- 1764 La Vie des Peintres Flamands, Allemands et Hollandois, avec des portraits gravés en Taille-douce, une indication de leurs principaux Ouvrages, & des réflexions sur leurs différentes manieres (Život vlámských, německých a nizozemských malířů, s rytými portréty v hlubotisku, označení jejich hlavních děl a úvahy o jejich odlišných metodách). Díl 4.[6]
- 1769 Voyage pittoresque de la Flandre et du Brabant (Cesta po malebných místech ve Flanderch a Brabantu), který popisuje města a hlavní kostely Flander a Brabantu s jejich uměleckými díly.[7]

Tyto práce oživily zájem o tvorbu starých vlámských mistrů, zejména Hanse Memlinga a Jana van Eycka. Deschapsovo dílo paradoxně posloužilo Francouzské revoluční armádě při její invazi do Flander v roce 1790. S jeho pomocí Francouzi identifikovali a ukořistili nejlepší malby pro své Musée Central des Arts v Louvru v Paříži.